# Hoằng Trú
Hoằng Trú (chữ Hán: 弘晝; tiếng Mãn: ᡥᡡᠩ ᠵᡝᡠ, Möllendorff: hūng jeo; 5 tháng 1 năm 1712 - 2 tháng 9 năm 1770), Ái Tân Giác La, là Hoàng tử thứ 5 tính trong số những Hoàng tử trưởng thành của Thanh Thế Tông Ung Chính Đế.

## Tiểu sử
Hoàng tử Hoằng Trú sinh vào giờ Mùi, ngày 27 tháng 11 (âm lịch) năm Khang Hi thứ 50 (1711), là con trai duy nhất của Thuần Ý Hoàng quý phi Cảnh thị, khi ấy là Cách cách trong phủ của Ung Thân vương Dận Chân. Ông được Hiếu Thánh Hiến Hoàng hậu Nữu Hỗ Lộc thị nhận nuôi và dạy dỗ từ khi còn nhỏ.
Năm Ung Chính thứ 11 (1733), tháng giêng, Hoằng Trú được ân phong Hòa Thạc Hòa Thân vương (和碩和親王). Phong hiệu Hòa, có Mãn văn là 「hūwaliyaka」, ý là "hòa mục". Năm thứ 13 (1735), Hoằng Trú được mệnh cùng Bảo Thân vương Hoằng Lịch và Ngạc Nhĩ Thái xử lý chuyện Miêu Cương, sau được chuẩn cho quản lý sự vụ của Nội vụ phủ.
Khi Hoằng Lịch kế vị trở thành Càn Long Đế, Hoằng Trú từng được mệnh đảm nhiệm Đô thống của Mãn Châu Chính Bạch kỳ và Mãn Châu Tương Hoàng kỳ, đồng thời xử lý sự vụ của Ung Hòa cung, Võ Anh điện và Phụng Thần uyển.
Năm Càn Long thứ 18 (1753), chuẩn cho tham dự Nghị chính đại thần. Trong thời gian đảm nhiệm các chức vụ, Hoằng Trú bị hai lần hạch nghị, một là vào năm Càn Long thứ 7 (1742) khi Thượng thư Ban Đệ hạch tội Hoằng Trú cùng Phó Đô thống Tác Bái trong việc tra số đậu đen. Một lần nữa là vào năm thứ 13 (1748), khi Thượng thư Cáp Đạt Cáp hạch tội Hoằng Trú làm Ngọc điệp có chỗ sai sót.
Năm thứ 35 (1770), ngày 13 tháng 7 (âm lịch), giờ Thân, Hòa Thân vương Hoằng Trú qua đời khi 58 tuổi, được truy thụy là Hoà Cung Thân vương (和恭親王), mệnh Hoàng bát tử Vĩnh Tuyền, Hoàng thập nhị tử Vĩnh Cơ mặc tang phục. Mộ phần của ông được gọi là Bắc Cung (北宮), nay là hương Tá Giáp Sơn (卸甲山) ở Mật Vân.
Một chi Hòa vương phủ nhập kỳ, được phân vào Tả dực đệ nhị tộc của Chính Lam kỳ, cùng kỳ tịch với Di vương phủ (hậu duệ Dận Tường), Liêm vương phủ (hậu duệ Dận Tự), Bối tử Dận Đường phủ cùng Hàm vương phủ (hậu duệ Dận Bí). Phủ đệ của ông nằm ở cửa Đông, thuộc khu Đông Thành, tên gọi Thiết Sư Tử hồ đồng (鐵獅子胡同), được xây vào năm Càn Long thứ 2 (1736), chia làm hai lộ Đông - Tây. Lộ phía Tây là một đường dài, hình thành các Tiểu viện quây quần, còn phía Đông lộ chia làm Bắc và Nam. Đông Nam là chủ thể kiến trúc, cửa chính 5 gian, chính điện 5 gian, hậu điện 3 gian, tẩm điện 5 gian và hậu tráo phòng 5 gian. Hiện nay, phủ đệ được trưng dụng thành Viện sử học chuyên nghiên cứu Thanh triều ở Trung Quốc.

## Tương quan
Không giống như hai người anh của mình là Tam A ca Hoằng Thời và Càn Long Đế Hoằng Lịch, theo hậu duệ của ông đến thời Dân Quốc, chính bản thân Hoằng Trú đã giả vờ điên dại và tỏ ra nữ tính để né tránh sự tranh giành ngôi báu của cha mình, yêu thích "Làm giả tang sự, ăn tế phẩm", sử gọi Hoang đường Vương gia (荒唐王爷). Tương truyền rằng, từ khi Ung Chính Đế băng hà, Càn Long Đế vừa đăng cơ đã ban cho không ít vật phẩm của Tiên Đế cho Hoằng Trú, đây được xem là việc khiến Hoằng Trú tác oai tác quái. Có một ngày, ông có tranh chấp với Quân cơ đại thần là Nhất đẳng Công Nột Thân trước mặt bá quan văn võ triều đình ẩu đả. Càn Long Đế biết chuyện, không trách tội nhưng cũng chả ngăn cản. Từ đó, rất ít các đại thần dám chọc giận Hoằng Trú.
Về phương diện khác, khi Càn Long Đế biết được Hoằng Trú lâm bệnh, đã ban chỉ dụ:「"Em trai của trẫm là Hòa Thạc Hòa Thân vương, bản tính thuần thành, cầm cung đoan khác. Tuổi thơ cùng nhau học tập, thật thương yêu nhau lắm. Tự bị vị thân phiên, mậu chiêu kính thận. Phương ký lục tuần khánh, đệ ngạc ngôn hoan"」. Như vậy xem ra Càn Long Đế cùng Hoằng Trú thường ngày khá thân thiết, ngoại trừ Lục đệ Hoằng Chiêm đã bị đem làm thừa tự Quả vương phủ, thì Hoằng Trú là mạch hạ còn lại duy nhất của Ung Chính Đế, cho nên Càn Long Đế thập phần ưu ái cũng tính là chuyện thường. Sách Khiếu đình tạp lục (啸亭杂录) của Chiêu Liên (một hậu duệ của Lễ Thân vương Đại Thiện), có ghi lại một chuyện: 
| “                                 | 尝命王监试八旗子弟于正大光明殿，日已晡，上尚未退朝，恭王请上退食。上以士子積習疲玩，未之许，王激烈曰：“上疑吾買囑士子心耶？”上怡然退。傅文忠責王曰：“此豈人臣之所宜語？”王始悔悟。次日免冠請罪，上方云：“昨朕若答一語，汝身應粉矣！其言雖戇，心實友愛，故朕恕之。然他日慎勿作此語也。”友愛如初。 . Khi ấy Hoàng thượng ở Chính Đại Quang Minh điện giám sát Bát kỳ đệ tử, Cung vương (ý chỉ Hoằng Trú) đến thỉnh hoàng thượng dùng cơm trưa, nhưng hoàng thượng lại không chịu đi, thế là Vương nói:「"Hoàng thượng bộ tưởng thần muốn mua chuộc sĩ tử nhân tâm sao?"」. Càn Long Đế làm bộ không nghe, liền rời đi. Phó Văn Trung (ý chỉ Phó Hằng) sau đó bèn nói với Vương rằng:「"Lời nói như vậy mà ngài dám nói với Hoàng thượng sao?"」, thế là Vương liền sợ hãi. Ngày hôm sau, Vương cởi mũ dập đầu, hoàng thượng bèn vỗ vai nói:「"Giả sử hôm qua trẫm mà đáp lại ngươi, thì cái tội đại bất kính cũng sẽ làm ngươi điêu đứng. Ngươi dùng lời tuy khinh suất, song cũng là vì để trẫm mau dùng bữa, là vì tình cảm anh em mới nói thế, nên trẫm mới bỏ qua. Sau này chú ý ăn nói, đừng như vậy nữa"」. Từ đó tình cảm anh em như lúc ban đầu. | ” |
| — Khiếu đình tạp lục - Chiêu Liên | |   |

Qua các đời Hòa vương phủ đều có phân chi tiểu tông nhỏ lẻ. Một số ít thì trở thành Nhàn tản Tông thất, nhưng không ít vẫn có tước hiệu. Đến Thanh mạt, có 5 chi tiểu tông có tước vị, trong 5 chi gần nhau ấy thì có 3 chi có hậu duệ đến thời hiện đại, đều là trứ danh thư pháp gia. Giới thiệu một chút:
1. Khải Công (啟功): tổ tiên là Phụ quốc Tướng quân Tải Sùng, con trai thứ 5 của Bối lặc Dịch Hanh của chi đại tông. Tải Sùng có 4 con trai, trong đó con trai thứ 2 là Phụng quốc Tướng quân Phổ Lương sinh 5 con trai. Trong đó, con trai cả Học sĩ Dục Lương có 3 con trai, con trai cả Hằng Đồng sinh 1 con trai duy nhất, ấy là Khải Công.
2. Khải Nguyên (啟源) cùng con trai Đảo Kiện (燾健): tổ tiên cũng là Phụ quốc Tướng quân Tải Sùng, bọn họ là hậu duệ của Phụng quốc Tướng quân Phổ Thiện - con trai đầu của Tải Sùng. Con trai duy nhất của Phổ Thiện là Dục Hậu, sinh có 3 con trai, con cả là Phụng ân Tướng quân Hằng Ấm - sinh phụ của Khải Nguyên.
3. Khải Tương (啟驤): tổ tiên là Mẫn Khác Bối tử Tải Dung, trong đó con trai thứ 3 là Phụ quốc Tướng quân Phổ Thụ sinh 4 con trai, có con cả là Phụng quốc Tướng quân Dục Địch. Dục Địch sinh có 5 con trai, con cả Hằng Sưởng - sinh phụ của Khải Tương.

## Gia quyến

### Thê thiếp

#### Đích phúc tấn
- Ngô Trát Khố thị (乌札库氏), con gái Phó Đô thống Ngũ Thập Đồ (五什图). Năm Ung Chính thứ 5 (1727), ngày 27 tháng 3 (âm lịch), bà thành sơ lễ đính hôn với Hoằng Trú, cùng năm ngày 18 tháng 7 (âm lịch), Ngô Trát Khố thị cùng Hiếu Hiền Thuần Hoàng hậu và Dận Hi Phúc tấn Tổ Giai thị làm lễ thành hôn, bà và Hiếu Hiền Thuần Hoàng hậu được nghênh thú vào cung.

#### Trắc Phúc tấn
- Chương Giai thị (章佳氏), con gái Hộ quân Tham lĩnh Hùng Bảo (雄保).
- Đồng thị (佟氏), con gái Hộ quân Thường Cáp (常哈).
- Thôi Giai thị (崔佳氏), con gái Thôi Kỳ Triết (崔奇哲).

#### Thứ thiếp
- Ít nhất 6 người, đều là Quan nữ tử của Hoằng Trú khi chưa phân phủ.

### Hậu duệ

#### Con trai
1. Vĩnh Anh [永瑛; 1731 - 1732], chết non, mẹ là Ngô Trát Khố thị.
2. Vĩnh Bích [永璧; 1733 - 1772], mẹ là Ngô Trát Khố thị. Được phong Phụng ân Phụ quốc công (1757), sau khi mất được truy thụy Hoà Cần Thân vương (和勤親王).
3. Tam tử [第二子; 1734], chết non, mẹ là Chương Giai thị.
4. Vĩnh Tân [永璸; 1735 - 1798], mẹ là Ngô Trát Khố thị. Được phong Nhị đẳng Phụng ân Trấn quốc Tướng quân (1754).
5. Ngũ tử [第五子; 1739] chết non, mẹ là Ngô Trát Khố thị.
6. Vĩnh Hoán [永瑍; 1740 - 1783], mẹ là Thôi Giai thị. Được phong Nhị đẳng Phụng ân Trấn quốc Tướng quân (1779).
7. Vĩnh Côn [永琨; 1743 - 1803], mẹ là Ngô Trát Khố thị. Được phong Phụng ân Phụ quốc công (1768).
8. Vĩnh Tằng [永璔; 1745 - 1768], mẹ là Ngô Trát Khố thị.

#### Con gái
1. Hoà Thạc Hoà Uyển Công chúa [和硕和婉公主; 24 tháng 7, 1734 - 2 tháng 5, 1760], trưởng nữ, mẹ là Ngô Trát Khố thị, được Càn Long Đế nhận làm nghĩa nữ. Hạ giá lấy Đức Lặc Khắc (德勒克), con trai Ba Lâm Quận vương Lân Thấm (璘沁).